# La Fourragère
Pour les autres significations, voir La Fourragère (métro de Marseille).
La Fourragère est un quartier de Marseille, dans le 12e arrondissement. C'est aussi par extension le nom d'une station de métro .

## Origine et évolution
Comme son nom le laisse entendre, la Fourragère était depuis le Moyen Âge jusqu'à la fin du XXe siècle une zone agricole aux portes de la ville de Marseille. Outre des cultures vivrières, y étaient tenus vaches et chevaux de trait et des relais de poste, dont l'endroit assurait le fourrage. L'approvisionnement en eau était assuré par divers de ruisseaux affluents de l'Huveaune. Au pied du secteur de La Fourragère passait depuis le XIIIe siècle l'aqueduc assurant l'approvisionnement des 380 puits de la vieille ville de Marseille.  
Très proche des villages de Saint-Barnabé, les Caillols et la Pomme, il ne s'y développa donc pas de cœur villageois, et l'exploitation de ce secteur fut développé par l'adroit Palamède de Forbin (1433–1508) et ses descendants. Du XVIIe au milieu du XXe siècle, terres cultivées alternaient avec les (maisons de) « campagnes », résidences bourgeoises entourées de parcs boisés et de petits cours d'eau. Les notables y séjournaient pour échapper aux grandes chaleurs et à la puanteur récurrente en ville (dont celle particulièrement nauséabonde de la fabrication du savon de Marseille— saponification naturelle par combustion). 
Au milieu du XXe siècle, avec les premières expériences de lotissement de maisons individuelles, les rescapés du génocide arménien s'installent dans le secteur. Des petites maisons avec jardin mais aussi des villas sont érigées d'abord au-dessus de l'avenue des Caillols. L'avenue de la Fourragère est ensuite percée entre l'avenue des Caillols et le chemin de Saint-Jean-du-Désert, traversant d'anciennes campagnes qui furent transformées les unes après les autres à partir des années 1960 en « résidences » (La Marie-Christine, les Borromées, le Constellation, Le Parc Dessuard, etc.) et une imposante cité HLM éponyme. 
Au XXe siècle, le quartier est agréable, avec des maisons cossues et des villas avec jardin, des immeubles marseillais (RdC+1 à 3 fenêtres) et des ensembles immobiliers résidentiels souvent arborés. Mais le développement démographique de la ville de Marseille exige une densification de l'urbanisation, laquelle reprend rapidement à la fin du XXe siècle. 
Dès le début du XXIe siècle il n'y a plus de « campagnes » à la Fourragère, mais il en subsiste de nombreux petits espaces verts préservés lors de la construction des résidences privées.

## Desserte

### Accès routier
Le quartier de la Fourragère est délimité par l'avenue du 24 avril 1915 au nord, la rue Saint-Jean-du-désert à l'est, la nouvelle avenue Pierre-Chevallier au sud (construite en parallèle de la ligne de tramway), le boulevard Gasquy à l'ouest. 
Le quartier est traversé du nord au sud par la rocade « L2 » (l'Autoroute A507).

### Transports en commun
La Ligne 1 du métro de Marseille a son terminus à l'entrée du quartier, côté Saint-Barnabé. De là le quartier est desservi par plusieurs lignes de bus de la RTM :
- lignes 7 et 7B vers les Cinq-Avenues côté centre-ville, et vers Beaumont et Saint-Julien côté périphérie ;
- 9 vers les Caillols (HLM et Centre urbain), par l'avenue des Caillols ;
- 10 vers les Caillols (Centre urbain et hôpital) par la Grande-Bastide de Cazaulx ;
- 107 vers Allauch (village) par les Trois-Lucs ;

et par la ligne 240 de la Métropole Mobilité (ex-Cartreize), en direction d'Aubagne, par le Centre urbain des Caillols, la Valentine et la route d'Aubagne.
De plus la station de la Fourragère dispose d'un important parc-relais. Ce nouveau dispositif devrait permettre de désengorger la traversée du quartier de Saint-Barnabé et le boulevard de la Blancarde. 
Par ailleurs ligne 1 du tramway longe le quartier au sud entre la Boiseraie et la Grognarde, mais sans lignes de bus afférentes ni parc-relais.

## Équipements et services
Le quartier de la Fourragère n'est pas organisé autour d'un centre comme les villages environnants, mais il dispose de nombreux équipements et services :
- un bureau de poste (bureau central du 12e arrondissement)
- un supermarché et deux galeries commerciales
- une clinique et un centre paramédical
- deux collèges (publics) et deux lycées (privé et public)
- un stade, des terrains de tennis (ASPTT), un parc public...

## Sources
- Statistiques quartiers 12e arrondissement de Marseille